# Liste des sites Ramsar en Libye
Cet article recense les zones humides de Libye concernées par la convention de Ramsar.

## Statistiques
La convention de Ramsar est entrée en vigueur en Libye le 5 août 2000.
En janvier 2020, le pays compte deux sites Ramsar, couvrant une superficie de 0,83 km2.

## Liste
| Site                        | Chabiyah | Notes | Date         | Superficie (km²) | Altitude (m) | Identifiant Ramsar | Identifiant WDPA | Coordonnées                       | Photo |
| --------------------------- | -------- | ----- | ------------ | ---------------- | ------------ | ------------------ | ---------------- | --------------------------------- | ----- |
| Zone humide d'Ain Elshakika | Al Marj  |       | 5 avril 2000 | 0,33             | 0 - 4        | 1026               | 220041           | 32° 46′ 01″ nord, 21° 21′ 00″ est |       |
| Ain Elzarga (en)            | Derna    |       | 5 avril 2000 | 0,50             | 0 - 2        | 1027               | 220042           | 32° 46′ 59″ nord, 22° 21′ 00″ est |       |